# Israil Mendelewitsch Rasgon
Israil Mendelewitsch Rasgon (russisch Израиль Менделевич Разгон; * 1. Apriljul. / 14. April 1905greg. in Gorki, Gouvernement Mogiljow; † 16. Februar 1987 in Tomsk) war ein russischer Historiker und Hochschullehrer.

## Leben
Rasgon war der Sohn des jüdischen Handwerkers Mendel Abramowitsch Rasgon (1878–1942) und seiner Frau Glika Israilewna geborene Schapiro (1880–1955). Er besuchte den Cheder. Nach einem Konflikt mit dem Rebbe schickten ihn die Eltern auf eine russische Schule. 1923 zog die Familie nach Moskau um. 1927 begann Rasgon das Studium an der 2. Moskauer Staatlichen Universität (entstanden 1918 aus den von Wladimir Iwanowitsch Guerrier initiierten Moskauer Höheren Kursen für Frauen) in der soziologisch-ökonomischen Abteilung der pädagogischen Fakultät. 1928 trat er in die KPdSU ein. Die pädagogische Fakultät wurde bald das Pädagogische Institut, an dem Rasgon 1931 sein Studium abschloss.
Nach dem Studium arbeitete Rasgon im Moskauer Institut für Philosophie, Literatur und Geschichte (MIFLI), in dem er 1934 Dozent am Lehrstuhl für Geschichte der Völker der UdSSR wurde, und in der Universität Moskau (MGU). Seine Arbeitsschwerpunkte waren die Oktoberrevolution und der Russische Bürgerkrieg. 1940 wurde er zum Doktor der Geschichtswissenschaften promoviert.
Nach Beginn des Deutsch-Sowjetischen Krieges wurde im September 1941 Rasgon mit Kollegen und Studenten des MIFLI nach Aschgabat evakuiert. Im März 1942 wurde Rasgon nach Moskau zurückgerufen. 1942 wurde er Professor am Lehrstuhl für Geschichte der UdSSR der Geschichtsfakultät der MGU. Als Mitautor des zweiten Bandes des fünfbändigen Werkes über den Russischen Bürgerkrieg erhielt er 1943 den Stalinpreis I. Klasse. Das Preisgeld übergab er mit den anderen Preisträgern der Stiftung für Verteidigung zur Unterstützung der kämpfenden Truppen. Zusammen mit Isaak Israelewitsch Minz und Arkadi Lawrowitsch Sidorow verfasste Rasgon eine Monografie über den Deutsch-Sowjetischen Krieg.
Nach Beginn der antisemitischen Kampagne wurde Rasgon im März 1949 von der MGU ausgesperrt und zur Arbeit nach Sibirien geschickt. Er leitete den Lehrstuhl für Geschichte der Universität Tomsk (TGU). 1952–1953 lehrte er zusätzlich am Pädagogischen Institut Tomsk. 1956–1958 war er auch Mitarbeiter des Moskauer Instituts für Geschichte der Akademie der Wissenschaften der UdSSR. 1958 wurde er Leiter des Lehrstuhls für Geschichte der UdSSR und blieb es bis 1986, als er beratender Professor der TGU wurde. Zu seinen Schülern gehörten Andrei Iwanowitsch Kruschanow, Juri Alexandrowitsch Poljakow, Leonid Michailowitsch Gorjuschkin, Nikolai Wassiljewitsch Blinow, Leonid Iwanowitsch Boschenko, Michail Sergejewitsch Kusnezow, Sergei Fjodorowitsch Fominych und Michail Borissowitsch Scheinfeld.
Rasgon war Vorsitzender des Präsidiums der Gesellschaft der Oblast Tomsk zur Bewahrung der Geschichts- und Kulturdenkmäler. Er organisierte und leitete die Abteilung Tomsk der Allunionsgesellschaft Wissen und die Abteilung Tomsk der Allrussischen Gesellschaft zur Bewahrung der Geschichts- und Kulturdenkmäler. Mit anderen initiierte er die Gründung des wissenschaftlichen Forschungslaboratoriums für Geschichte, Archäologie und Ethnographie Sibiriens und leitete dort die Abteilung Oktoberrevolution.
Rasgons jüngerer Bruder war der Schriftsteller Lew Emmanuilowitsch Rasgon.
1995 wurde in Tomsk zu Rasgons 90. Geburtstag ein allrussisches Symposium zur Geschichte der Revolutionen in Russland durchgeführt.

## Ehrungen, Preise
- Stalinpreis I. Klasse (1943)[1]
- Medaille „Für die Verteidigung des Kaukasus“ (1944)
- Orden des Vaterländischen Krieges II. Klasse (1945)[1]
- Medaille „Für heldenmütige Arbeit im Großen Vaterländischen Krieg 1941–1945“ (1946)
- Orden des Roten Banners der Arbeit (1961)[1]
- Medaille „20. Jahrestag des Sieges im Großen Vaterländischen Krieg 1941–1945“ (1965)
- Jubiläumsmedaille „Zum Gedenken an den 100. Geburtstag von Wladimir Iljitsch Lenin“ (1970)
- Medaille „30. Jahrestag des Sieges im Großen Vaterländischen Krieg 1941–1945“ (1975)
- Ehrenzeichen der Sowjetunion (1981)
- Medaille „Veteran der Arbeit“ (1984)
- Medaille „40. Jahrestag des Sieges im Großen Vaterländischen Krieg 1941–1945“ (1985)